# Sint-Corneliuskapel (Gastel)
De Sint-Corneliuskapel is een kapel in Gastel, gelegen aan Sint-Corneliusplein 1.

## Geschiedenis
Reeds vanaf de middeleeuwen behoorde Gastel tot de parochie Budel, maar er bestond hier aan het einde van de 15e eeuw een kapel die gewijd was aan Maria en de vier noodhelpers: Sint-Cornelius, Sint-Quirinus, Sint-Hubertus en Sint-Antonius abt. Na de Vrede van Münster in 1648 werd de kapel door de protestanten gebruikt, tot ongeveer 1800. Sinds 1803 was er een school in gevestigd, maar niet lang na 1831 werd de kapel gesloopt. Het schooltje werd toen verplaatst naar een ander gebouw dat waarschijnlijk, toen de school in 1855 werd opgeheven, verbouwd werd tot de huidige kapel. Tot 1926 vervulde de kapel een bescheiden rol in het plaatselijke geloofsleven. Na dat jaar begon de verering van Sint-Cornelius een steeds grotere rol te spelen: Er werden meer missen gelezen en de kinderzegen trok vele gelovigen. Er werd ook een broederschap opgericht ter ere van de heilige, in 1927. Plannen om tot de stichting van een eigen parochie te komen gingen niet door, maar ter compensatie werd de kapel in 1930 grondig opgeknapt, zodat ze geschikt bleef voor misbezoek. Vanaf 1963 kreeg men toestemming tot het vieren van een wekelijkse mis, en gedurende het octaaf van Sint-Cornelius, van 16-23 september, tevens relikwieverering.
In 1976 vond een grondige renovatie van de kapel plaats, waarbij ook een schilderij in de kapel is aangebracht van de Fons Groenland uit Heeze.
In 2015 werd de kapel aan de eredienst onttrokken (ontstaan in 2014 door fusie) De kapel is eigendom van de gemeente Cranendonck. Er werd een nieuwe stichting, "'t Kapelleke" genaamd, opgericht die de kapel vanaf 2016 huurt. Vanaf 2015 viert een deel van de Gastelse gemeenschap woord- en communiediensten hetgeen zij op eigen initiatief organiseren.

## Gebouw
Deze eenbeukige kapel van omstreeks 1855 bevindt zich op een driehoekig pleintje. De kapel is voorzien van steunberen, een dakruitertje en een overwelfd ingangsportaal. Het interieur werd deels bijeengegaard uit naburige kerken: het orgel is afkomstig van de kerk te Budel, het altaar uit de kerk van Budel-Schoot en de kruiswegstaties zijn gekocht van de paters Salvatorianen te Hamont-Achel.